# I-19
El I-19 (イ-19?) fue un submarino portaaviones del Tipo B-1 de la Armada Imperial Japonesa que sirvió en la Segunda Guerra Mundial, hundiendo al portaaviones estadounidense Wasp.

## Descripción
El I-19, de 2600 t, tenía la capacidad de sumergirse hasta 100 m a una velocidad máxima de 8 nudos. Su autonomía emergido era de 14.000 millas náuticas, desarrollando una velocidad máxima en superficie de 23,5 nudos. Trasportaba un hidroavión biplaza de reconocimiento Yokosuka E14Y conocido por los Aliados como Glen, almacenado en un hangar al frente de la torre de la vela.

## Historial

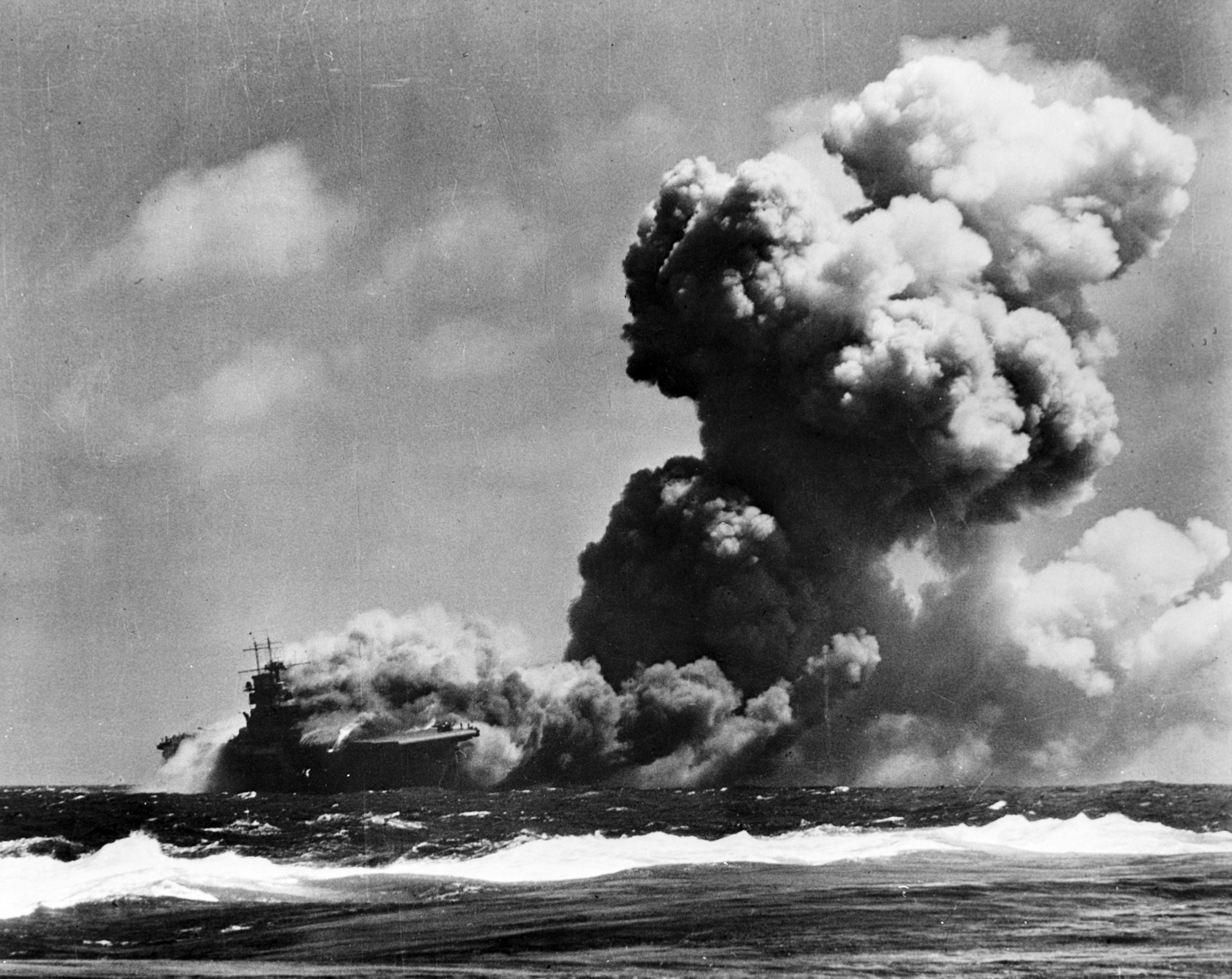
El USS Wasp (CV-7) ardiendo después de haber sido impactado por 3 torpedos (de los cuales solo 2 explotaron).

En la Segunda Guerra Mundial  el I-19 lanzó la salva de torpedos posiblemente más destructiva y afortunada de todo el conflicto. El 15 de septiembre de 1942, durante la Campaña de Guadalcanal, localizó al portaaviones Wasp y su escolta, lanzando una salva completa de seis torpedos.
Tres de ellos impactaron en el portaaviones estadounidense, causando daños catastróficos que imposibilitaron el control de incendios y explosiones secundarias producidas por armamento y combustible de aviación, lo que provocó el abandono de la nave.

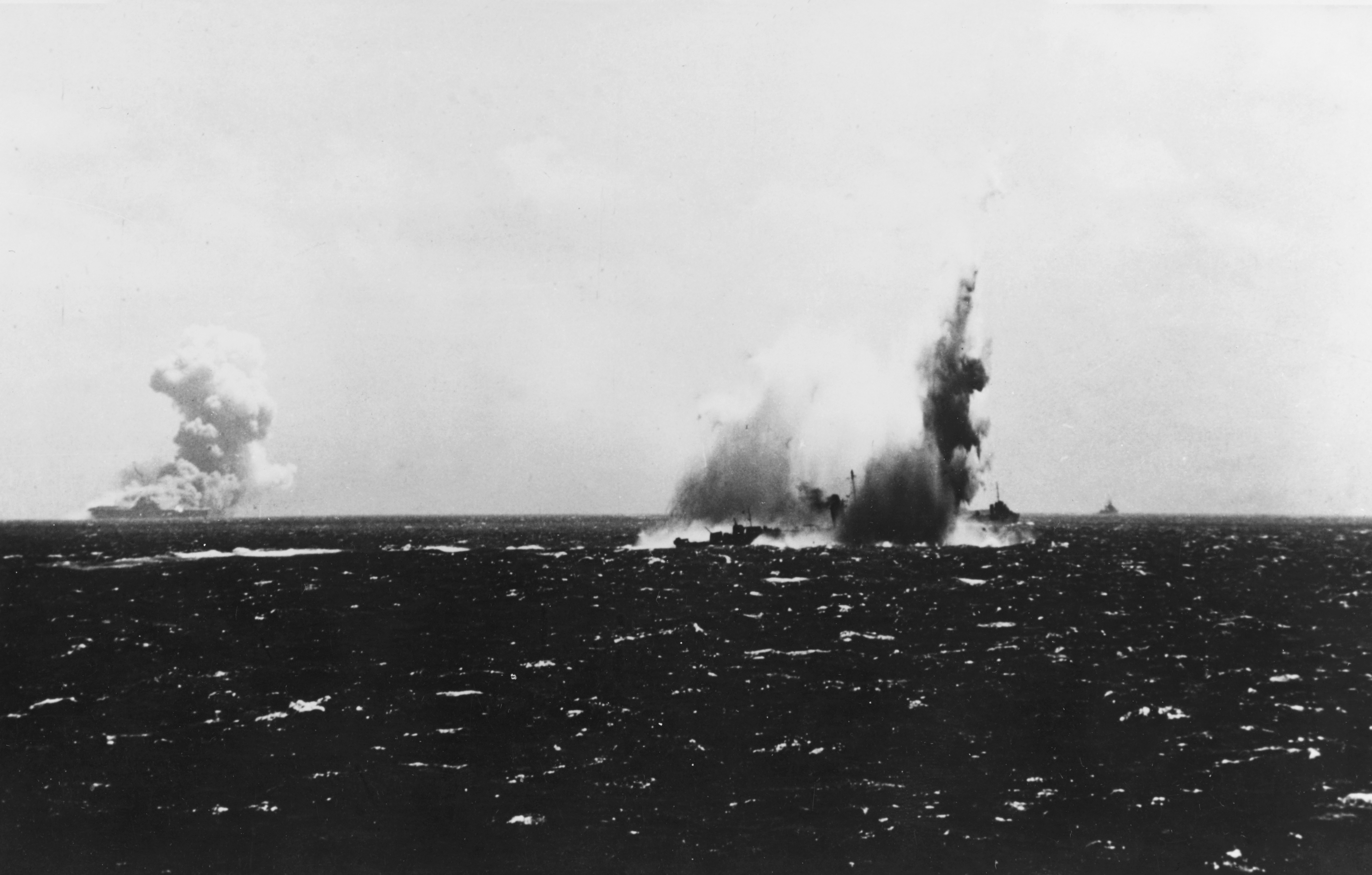
El USS O'Brien es alcanzado por uno de los torpedos, mientras el USS Wasp arde en el fondo.

Los tres torpedos restantes, debido a su extraordinario alcance de hasta 40 kilómetros, alcanzaron otra formación de naves. Uno de ellos peinó la popa de un destructor, que dio aviso a la formación, pero demasiado tarde. El acorazado North Carolina y el destructor O'Brien fueron alcanzados por un torpedo cada uno. El destructor se hundió posteriormente a causa de los daños, y el acorazado requirió de dos meses de reparaciones en Pearl Harbor.

### Hundimiento
Las fuentes consultadas indican discrepancias en el dato del hundimiento del I-19. Dentro de la misma editorial Conway Maritime Press, dos autores indican fechas diferentes, el 18 de octubre de 1943 víctima de un ataque aéreo, y el 25 de noviembre de 1943 sin indicar la causa del hundimiento. Otro autor coincide con la fecha de noviembre, pero acreditando el hundimiento al destructor estadounidense Radford, el cual detectó al I-19 navegando en la superficie a 50 millas náuticas (93 kilómetros) al oeste del atolón de Butaritari, y lo hundió mediante un ataque de cargas de profundidad luego de que este se sumergiera. El I-19 pereció con todos sus tripulantes.

## ElI-19en la ficción
El director Steven Spielberg filmó una comedia en 1979 titulada 1941. En dicha película, luego del ataque a Pearl Harbor, la población de California entra en pánico temiendo una posible invasión japonesa, mientras que el I-19 asume el papel de un submarino de reconocimiento que se extravía y posteriormente planea atacar a los Estados Unidos, pero dicha historia no tiene ninguna relación con el submarino real.